# 로버트 폴 울프
로버트 폴 울프(Robert Paul Wolff, 1933년 12월 27일 ~ 2025년 1월 6일)는 미국의 정치 철학자 이자 매사추세츠 애머스트 대학교의 명예 교수이다.
울프는 마르크스주의, 관용 (자유주의에 반대하고 아나키즘에 찬성), 정치적 정당화, 민주주의와 같은 정치 철학의 주제에 대해 광범위하게 저술했다.
존 롤스의 『정의론』 출간 이후 영미 세계에서 규범적 정치철학에 대한 관심이 새롭게 부활된 후 울프는 이 작품을 대략적인 맑스주의적 관점에서 비판했다. 1977년 울프는 롤스의 이론이 기존의 관행, 관습 및 현상 유지 사회 과학에 어느 정도 영향을 미치는지를 알아본다.
울프의 1970년 책 In Defence of Anarchism 은 널리 읽혔고 처음 두 판은 200,000부 이상 판매되었다. 이 작업은 우리가 개인의 자율성에 대한 강력한 개념을 수용한다면 법적으로 합법적인 국가는 있을 수 없다고 주장했다. 울프는 놀랍게도 우익 자유지상주의자와 무정부 자본주의 자들과 같은 정치적 우익에 대한 많은 찬사를 포함하여 이 작업에 대한 찬사를 받았다.
울프는 급진적 참여 민주주의의 옹호를 대학 거버넌스로 확장했다. 여기에서 그는 시장화의 증가와 외부 침해에 반대하고 대학은 주로 교수진과 학생에 의해 관리되어야 한다고 주장한다.
그의 직업 내에서 울프는 칸트에 대한 그의 작업으로 잘 알려져 있다. 그는 또한 칼 마르크스의 작품에 대한 저명한 주석가이기도 하다.

## 같이 보기
- 미국 철학